# دين تورنر (موسيقي)
دين تورنر (بالإنجليزية: Dean Turner)‏ هو موسيقي أسترالي، ولد في 6 يناير 1972، وتوفي في 21 أغسطس 2009 في ملبورن في أستراليا بسبب سرطان.

## وصلات خارجية
- دين تورنر على موقع ميوزك برينز (الإنجليزية)